# Стормерс
Стормерс (енгл. Stormers) је један од шест професионалних јужноафричких рагби јунион тимова који се такмичи у Супер Рагби. Седиште Стормерса је Кејптаун, а дрес је плаве и беле боје. Капитен екипе је Дуан Вермулен, Стормерси су познати по томе да су најгледанији тим у Супер Рагби, просечно на свакој утакмици коју играју као домаћини буде око 33 000 љубитеља рагбија. Највеће достигнуће Стормерса је било 2010. када су дошли до финала где су поражени од Булса.
- Супер Рагби

- Финалиста (1) : 2010.

 Састав у сезони 2016
Оли Кебл
Стивен Китшоф
Вилко Лоув
Френс Малхерб
Алистер Вермек
Скара Нтубени
Нил Раутенбах
Мајк Вилемс
Руан Бота
Мануел Карица
Жан де Кларк
Ебен Ецбет
Жан Клејн
Мајкл Родс
Шалк Бургер
Низам Кер
Сија Колиси
Дуан Вермулен
Ник Гром
Годлен Масимла
Луис Шредер
Курт Колеман
Рино Екстен
Роберт ду През
Демиан де Аленде
Хуан де Јонг
Жан де Вилијерс
Хју Џонс
Петрик Хаувард
Џони Коце
Сеабело Сенатла
Кобус ван Вик
Чеслин Колбе
Дилин Лејдс